# Droga A814 (Wielka Brytania)
Droga A814 – jedna z ważniejszych dróg w aglomeracji Greater Glasgow. 
Została zmodyfikowana do drogi ekspresowej na 7km droga omijająca Glasgow West End, natomiast na zachód od Helensburgha droga nie ma większego znaczenia i jest mało uczęszczana. Największy ruch odnotowuje się na odcinku od centrum Glasgow do centrum Clydebanku.